# 6539 Nohavica
6539 Nohavica este un asteroid din centura principală de asteroizi.

## Descriere
6539 Nohavica este un asteroid din centura principală de asteroizi. A fost descoperit pe 19 august 1982 la Observatorul Kleť de Zdeňka Vávrová. Asteroidul prezintă o orbită caracterizată de o semiaxă mare de 2,66 ua, o excentricitate de 0,20 și o înclinație de 2,3° în raport cu ecliptica.